# Doença de Alzheimer
Doença de Alzheimer é uma doença neurodegenerativa crónica e a forma mais comum de demência. A doença manifesta-se lentamente e vai-se agravando ao longo do tempo. O sintoma inicial mais comum é a perda de memória a curto prazo, com dificuldades em recordar eventos recentes. Os primeiros sintomas são geralmente confundidos com o processo normal de envelhecimento ou manifestações de stresse. À medida que a doença evolui, o quadro de sintomas inclui dificuldades na linguagem, desorientação, perder-se com facilidade, alterações de humor, perda de motivação, desinteresse por cuidar de si próprio, desinteresse por tarefas quotidianas e comportamento agressivo. Em grande parte dos casos, a pessoa com Alzheimer afasta-se progressivamente da família e da sociedade. Gradualmente, o corpo vai perdendo o controlo das funções corporais, o que acaba por levar à morte. Embora a velocidade de progressão possa variar, geralmente a esperança de vida após o diagnóstico é de três a nove anos.
A doença de Alzheimer é a causa de 60–70% dos casos de demência. As causas de Alzheimer ainda não são totalmente compreendidas. Pensa-se que 70% do risco seja de origem genética com vários genes implicados. Entre outros fatores de risco estão antecedentes de lesões na cabeça, depressão e hipertensão arterial. O mecanismo da doença está associado às placas senis e aos novelos neurofibrilares no cérebro. Quando se suspeita de Alzheimer com base no historial clínico, o diagnóstico é geralmente confirmado com exames que avaliam o comportamento e a capacidade de raciocínio da pessoa, podendo ser realizados exames imagiológicos e análises ao sangue para descartar outras causas. No entanto, só é possível determinar um diagnóstico definitivo através de um exame ao tecido cerebral. O risco de Alzheimer pode ser diminuído com exercícios mentais, exercício físico e controlo da obesidade. No entanto, estas recomendações não são apoiadas por evidências fortes. Não existem medicamentos ou suplementos que tenham demonstrado diminuir o risco.
Não existem atualmente tratamentos para parar ou reverter a progressão de Alzheimer, embora alguns possam melhorar temporariamente os sintomas. À medida que a doença avança, a pessoa torna-se progressivamente dependente da assistência de um cuidador. Em muitos casos, é o cônjuge ou um familiar próximo quem assume o papel de principal cuidador. Os programas de exercício podem ter alguns benefícios para a realização de tarefas quotidianas, melhorando o prognóstico. Os distúrbios comportamentais e a psicose associados à demência são muitas vezes tratados com antipsicóticos, embora não sejam recomendados, uma vez que existem poucos benefícios e um aumento do risco de morte prematura.
Em 2015 havia aproximadamente 29,8 milhões de pessoas em todo o mundo com Alzheimer. A doença geralmente tem início em pessoas com idade superior a 65 anos, embora 4 a 5% dos casos sejam de início precoce. A doença afeta cerca de 6% das pessoas com 65 ou mais anos de idade. Em 2015, a demência foi a causa de 1,9 milhão de mortes. A doença de Alzheimer foi descrita pela primeira vez em 1906 pelo psiquiatra e patologista alemão Alois Alzheimer.  Em países desenvolvidos, Alzheimer é uma das doenças com maiores custos sociais e económicos.  A doença tem um custo significativo para os cuidadores, a nível social, psicológico, físico e económico.

## Sinais e sintomas
Efeitos do envelhecimento na memória, mas que não são Alzheimer
- Esquecer-se ocasionalmente das coisas
- Perder ocasionalmente objetos
- Pequenas perdas de memória a curto prazo
- Esquecer-se que ocorreram lapsos de memória

Estádio inicial de Alzheimer
- Estado de distração ou falta de atenção
- Esquecer-se de compromissos
- Pequenas alterações notadas por familiares próximos
- Alguma confusão em ambientes que não sejam familiares

Estádio intermédio de Alzheimer
- Dificuldade acrescida em recordar informações recentes
- Confusão crescente num número maior de situações
- Problemas na fala
- Iniciar repetidamente a mesma conversa

Estádio avançado de Alzheimer
- Maior agressividade ou passividade
- Alguma perda de auto-consciência
- Défice cognitivo debilitante
- Personalidade abusiva, ansiosa ou paranóica

A doença de Alzheimer evolui de forma única em cada pessoa, embora existam sintomas em comum; por exemplo, o sintoma inicial mais comum é a perda de memória. Muitas vezes, os primeiros sintomas da doença são confundidos com os processos normais de envelhecimento ou stress. Quando se suspeita de Alzheimer, o paciente é submetido a uma série de testes cognitivos e radiológicos para confirmar o diagnóstico. Com o avançar da doença vão aparecendo novos sintomas como confusão mental, irritabilidade e agressividade, alterações de humor, falhas na linguagem, perda de memória a longo prazo e o paciente começa a desligar-se da realidade. Antes de se tornar totalmente aparente, a doença de Alzheimer evolui ao longo de um período indeterminado de tempo e pode manter-se assintomática durante anos. A evolução da doença pode ser dividida em quatro fases:

### Pré-demência
Os primeiros sintomas são muitas vezes atribuídos, de forma equivocada, ao envelhecimento natural ou ao stresse. Alguns testes neuropsicológicos podem revelar deficiências cognitivas moderadas até oito anos antes da pessoa cumprir os critérios de diagnóstico de Alzheimer. Estes primeiros sintomas podem afetar algumas das mais complexas atividades do quotidiano. O mais perceptível défice cognitivo na fase inicial é a perda de memória a curto prazo, ou seja, a dificuldade em recordar factos aprendidos recentemente ou em memorizar nova informação.
Entre outros possíveis sintomas dos estádios iniciais de Alzheimer estão também problemas subtis com as funções executivas da atenção, planeamento, flexibilidade, raciocínio abstrato ou problemas na memória semântica (memória dos significados e relações afetivas). Durante este estádio pode também ser observada apatia, que é o mais persistente sintoma neuropsiquiátrico ao longo da evolução da doença. Também são comuns sintomas depressivos, irritabilidade e a diminuição da percepção das próprias dificuldades de memória. Este estádio pré-clínico da doença tem também sido denominado défice cognitivo ligeiro, embora ainda se debata se este termo corresponde a um estádio de diagnóstico distinto ou se identifica o primeiro estádio de Alzheimer.

### Estádio inicial
A progressiva degeneração da memória e da capacidade de aprendizagem características da doença permitem, a dado momento, que seja realizado um diagnóstico conclusivo de Alzheimer. Embora na generalidade dos casos os problemas de memória sejam o sintoma mais evidente, numa pequena percentagem de pessoas são mais proeminentes as dificuldades de linguagem, funções executivas, perceção (agnosia) ou execução de movimentos (apraxia). A doença não afeta todas as capacidades de memória de igual forma. As memórias mais antigas da vida da pessoa (memória episódica), os factos já aprendidos (memória semântica) e a memória implícita (a memória do corpo para realizar ações, como usar um garfo para comer) são menos afetadas pela doença em comparação com novos factos ou memórias recentes.
Os problemas na linguagem são caracterizados principalmente pela diminuição do vocabulário e pela diminuição na fluência do discurso, o que leva a um empobrecimento geral da linguagem escrita e oral. No entanto, durante este estádio geralmente a pessoa com Alzheimer ainda é capaz de comunicar ideias básicas de forma adequada. As dificuldades de coordenação e de planeamento (apraxia) podem se manifestar durante a realização de tarefas motoras finas, como ao escrever, desenhar ou vestir-se, embora sejam geralmente impercetíveis. À medida que a doença progride, as pessoas com Alzheimer conseguem realizar muitas tarefas de forma autónoma, embora possam precisar de assistência ou supervisão para as atividades de maior exigência cognitiva.

### Estádio intermédio
A determinado ponto, a progressiva degeneração cognitiva afeta a independência da pessoa, a qual se mostra incapaz de realizar a maior parte das atividades do dia a dia. As dificuldades na linguagem tornam-se evidentes devido à incapacidade em se recordar de vocabulário, o que leva a substituições incorretas de palavras de forma frequente (parafasia). As capacidades de leitura e de escrita também são progressivamente perdidas. À medida que a doença progride, diminui a coordenação nas sequências motoras mais complexas, pelo que o risco de sofrer uma queda aumenta. Durante esta fase agravam-se também os problemas com a memória e a pessoa pode deixar de reconhecer familiares próximos. Começam também a ser visíveis défices na memória a longo prazo, que em estádios anteriores se mantinha intacta.
Nesta fase, as alterações comportamentais e neuropsiquiátricas tornam-se mais prevalentes. As manifestações mais comuns são um estado geral de confusão e ausência, irritabilidade e episódios incontroláveis de manifestações emotivas, como choro, agressão involuntária ou resistência à prestação de cuidados de saúde. Cerca de 30% das pessoas com Alzheimer desenvolvem sintomas de delírio. As pessoas perdem também a consciência do processo e das limitações da sua própria doença (anosognosia). Pode também aparecer incontinência urinária. Estes sintomas geram stresse para os familiares e cuidadores, que pode ser diminuído inscrevendo a pessoa em apoio domiciliário ou lares de repouso.

### Estádio avançado (terminal)
Durante a última fase da doença, a pessoa está completamente dependente dos cuidadores. A linguagem é reduzida a frases simples ou até a palavras isoladas, levando eventualmente à perda completa da capacidade de se exprimir verbalmente. Apesar da perda da linguagem verbal, muitas vezes as pessoas continuam a compreender e responder a sinais emocionais. Embora a agressividade ainda possa estar presente, a apatia extrema e o cansaço são sintomas muito mais comuns. Nesta fase, as pessoas com a doença acabam por não conseguir realizar sem assistência até mesmo as tarefas mais simples. A massa muscular e a mobilidade degeneram-se ao ponto em que a pessoa não consegue sair da cama e perde a capacidade de alimentar a si própria. Alzheimer é uma doença terminal, em que a causa direta de morte não é a doença em si, mas geralmente um fator externo, como uma infeção por escaras ou pneumonia.

## Causas
As causas de maior parte dos casos de Alzheimer são ainda desconhecidas, exceto em 1-5% dos casos onde têm sido identificadas diferenças genéticas. Existem diversas hipóteses que tentam chegar a uma explicação para a origem da doença:

### Genética
Com base em revisões de estudos entre gémeos e família, a hereditariedade genética da doença de Alzheimer varia entre 49% e 79%. Cerca de 0,1% dos casos são formas familiares de transmissão autossómica dominante, as quais geralmente ocorrem antes dos 65 anos de idade. Esta forma da doença é denominada doença de Alzheimer familiar. A maior parte dos casos de Alzheimer familiar autossómico dominante é atribuída a mutações em um de três genes: os que codificam a proteína precursora amiloide (PPA) e as presenilinas 1 e 2. A maior parte das mutações nestes genes aumenta a produção de uma pequena proteína denominada Aβ42, a qual é o principal componente das placas senis. Algumas das mutações apenas alteram a proporção entre a Aβ42 e as outras formas principais, como a Aβ40, sem no entanto aumentar a quantidade de Aβ42. Isto sugere que as mutações das presenilinas podem provocar a doença, mesmo que diminuam a quantidade total de Aβ produzida.
A maior parte dos casos de Alzheimer não evidencia transmissão autossómica dominante, sendo nesse caso denominados "doença de Alzheimer esporádica". Nestes casos, as diferenças genéticas e ambientais podem constituir fatores de risco. O fator de risco genético melhor compreendido é a hereditariedade do alelo ε4 da apolipoproteína E (APOE). Entre 40 e 80% das pessoas com Alzheimer possuem pelo menos um alelo APOEε4 allele. Este alelo aumenta o risco de vir a sofrer da doença em três vezes nos heterozigotos e quinze vezes nos homozigotos. Tal como em muitas doenças humanas, os fatores ambientais e modificadores genéticos resultam em penetrância incompleta. Por exemplo, algumas populações nigerianas não exibem a relação entre a quantidade de APOEε4 e a incidência ou idade habitual de início da doença observada em outras populações humanas. As mutações no gene TREM2 têm sido associadas a um risco 3 a 5 vezes maior de vir a desenvolver Alzheimer. Os estudos de associação pangenómica recentes verificaram a existência de dezanove áreas nos genes que aparentam afetar o risco de Alzheimer.

### Hipótese colinérgica
A hipótese mais antiga, na qual se baseia a maior parte das terapêuticas farmacológicas, é a hipótese colinérgica. Esta hipótese propõe que a doença de Alzheimer seja provocada por uma insuficiência na síntese do neurotransmissor acetilcolina. Esta hipótese não reúne atualmente apoio generalizado, em grande parte porque a medicação para o tratamento da deficiência em acetilcolina não tem demonstrado ser eficaz. Têm sido também propostos outros efeitos colinérgicos; por exemplo, a agregação em grande escala de amiloides, que provoca neuroinflamação generalizada.

### Hipótese amiloide
Em 1991, a hipótese amiloide postulou que os depósitos extracelulares de beta amiloides (Aβ) são a causa fundamental da doença de Alzheimer. Este postulado baseia-se na localização do gene da proteína precursora amiloide no cromossoma 21 e no facto de a quase totalidade das pessoas com trissomia 21, as quais têm uma cópia adicional de genes, manifestarem Alzheimer antes dos 40 anos de idade. Para além disso, existe uma isoforma específica da apolipoproteína, denominada APOE4, que é um fator de risco genético significativo para a doença. Enquanto que as apolipoproteínas aumentam a separação dos beta amiloides, algumas isoformas, como a APOE4, não são muito eficazes nesta tarefa e provocam a acumulação excessiva de amiloides no cérebro. Existem ainda evidências adicionais na descoberta de que ratos transgénicos que expressam uma forma mutante da APP humana desenvolvem placas amiloides fibrilares e patologia cerebral semelhante a Alzheimer.
Uma vacina experimental demonstrou ser eficaz a eliminar placas de amiloides durante ensaios clínicos em seres humanos, embora não tenha tido qualquer efeito significativo na demência. Isto levou os investigadores a suspeitar de que os oligómeros fossem a principal forma patogénica das Aβ. Estes oligómeros, também denominados ligantes difusos derivados do amiloide (ADDL), ligam-se a um recetor de superfície nos neurónios e alteram a estrutura da sinapse, interrompendo assim a comunicação entre os neurónios. Um dos possíveis recetores dos oligómeros Aβ é a proteína prião, a mesma proteína associada à doença das vacas loucas e à condição humana derivada, a doença de Creutzfeldt-Jakob, pelo que existe a possibilidade de estas doenças neurodegenerativas estarem relacionada com a doença de Alzheimer. Em 2009 esta hipótese foi atualizada, sugerindo que um dos principais responsáveis pela doença não seria o próprio beta amiloide, mas um parente próximo da proteína beta amiloide. Esta teoria sustenta que o mesmo mecanismo amiloidal que desliga as ligações entre os neurónios no cérebro durante o crescimento rápido no início da vida pode ser mais tarde espoletado pelos processos de envelhecimento e provocar a atrofia neuronal da doença de Alzheimer.

### Hipótese da proteína tau

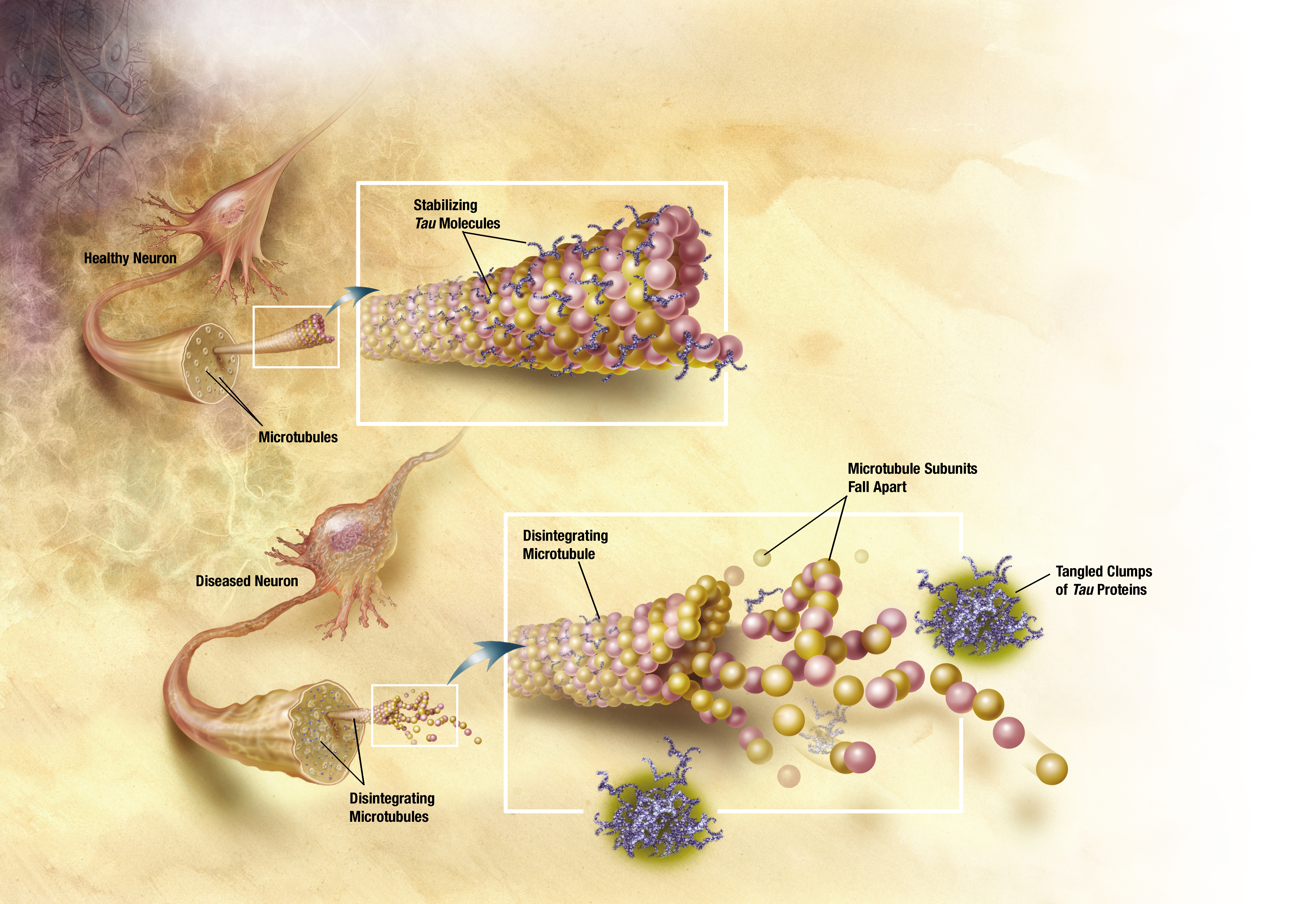
Na doença de Alzheimer, as alterações na proteína tau levam à desintegração dos microtúbulos nas células do cérebro.

A hipótese da proteína tau propõe que a doença seja desencadeada por anormalidades na proteína tau. Neste modelo, a proteína tau hiperfosforilada começa por se associar a outras cadeias de tau, formando novelos neurofibrilares no interior das células nervosas. Quando isto ocorre, os microtúbulos desintegram-se, destruindo o sistema de transporte dos neurónios. Isto pode provocar inicialmente disfunções na comunicação bioquímica entre os neurónios e numa fase posterior a morte das células.

### Outras hipóteses
A doença de Alzheimer interrompe a homeostase celular do cobre, ferro, e zinco iónicos, embora não seja ainda claro se isto é causa ou consequência das alterações nas proteínas. Estes iões afetam e são afetados pela proteína tau, APP e APOE. Alguns estudos revelaram existir um risco acrescido de desenvolver Alzheimer na presença de alguns fatores ambientais como a ingestão de metais, sobretudo de alumínio. No entanto, a qualidade de alguns destes estudos tem sido alvo de críticas, e outros estudos concluíram que não existe qualquer relação entre estes fatores ambientais e o desenvolvimento de Alzheimer. Alguns investigadores levantaram também a hipótese de o cobre na dieta poder desempenhar algum papel de causa.
Outra hipótese sustenta que a doença possa ser causada pela desagregação da mielina no cérebro devido à idade, processo que liberta ferro e provoca ainda mais lesões. Os processos homeostáticos de reparação da mielina contribuem para o desenvolvimento de depósitos proteicos, como os beta amiloides ou a proteína tau. Tem também sido proposto que o tipo 1 do vírus da herpes simplex desempenha um papel de causa em pessoas portadoras de versões susceptíveis do gene APOE. O stress oxidativo pode também ter um papel significativo na formação da doença.
As pessoas com Alzheimer revelam uma perda de 70% das células do cerúleo, as quais para além de serem neurotransmissoras, fornecem noradrenalina, um agente anti-inflamatório nos microambientes em volta dos neurónios, das células da glia e dos vasos sanguíneos no neocórtex e no hipocampo. Demonstrou-se também que a noradrenalina estimula a micróglia de ratos a suprimir a produção de citocinas induzidas por Aβe a fagocitose de Aβ. Isto sugere que a degeneração do cerúleo pode ser responsável pelo aumento da deposição de Aβ no cérebro de pessoas com a doença.
Uma pesquisa propõe que interações entre ferro e amiloide produzem compostos de ferro quimicamente reduzidos, incluindo a magnetita, que podem ser responsáveis pela toxicidade que contribui para o desenvolvimento e progressão da doença de Alzheimer.

### Fatores de risco
O fumo de tabaco é um fator de risco significativo de Alzheimer. Os marcadores sistémicos do sistema imune inato são também fatores de risco para o Alzheimer de aparecimento tardio. Existem também evidências conjeturais de que a exposição à poluição do ar possa constituir um fator para o desenvolvimento de Alzheimer. Embora alguns estudos tenham sugerido que os campos eletromagnéticos de frequência extremamente baixa possam aumentar o risco de Alzheimer, as revisões posteriores sustentam que esta hipótese requer investigações epidemiológicas e laboratoriais.

## Fisiopatologia

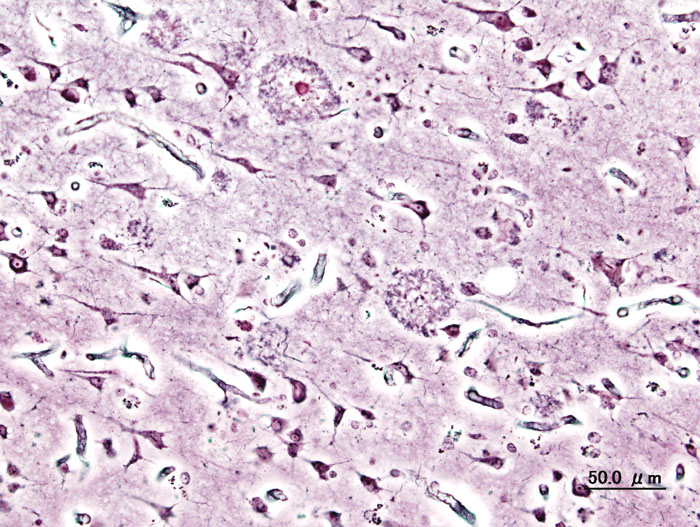
Histopatologia das placas senis no córtex cerebral de uma pessoa com Alzheimer de aparecimento pré-senil.

### Neuropatologia
A doença de Alzheimer é caracterizada pela perda de neurónios e sinapses no córtex cerebral e em determinadas áreas subcorticais. Esta perda provoca a atrofia das áreas afetadas, incluindo degeneração no lobo temporal, no lobo parietal e em partes do lobo frontal e do giro do cíngulo. A degeneração ocorre também nos núcleos do tronco cerebral, como o cerúleo. Os estudos com IRM e TEP documentam diminuições no tamanho de determinadas áreas do cérebro à medida que a doença evolui de défice cognitivo ligeiro para Alzheimer, em comparação com imagens semelhantes de idosos saudáveis.
Tanto as placas amiloides como os novelos neurofibrilares são claramente observáveis ao microscópio no cérebro de pessoas com Alzheimer. As placas são depósitos densos e praticamente insolúveis de peptídeos beta amiloides e material celular no exterior e em redor dos neurónios. Os novelos são agregados de proteína tau associada aos microtúbulos que se tornou hiperfosforilada e se acumulou no próprio interior das células. Embora alguns idosos possam desenvolver placas e novelos devido ao processo de envelhecimento, o cérebro de pessoas com Alzheimer apresenta um número muito superior em áreas específicas, como no lobo temporal. Os corpos de Lewy não são incomuns em pessoas com Alzheimer.

### Bioquímica
A doença de Alzheimer é uma proteopatia, ou seja, uma doença caracterizada por anomalias no enovelamento de proteínas. É causada pela acumulação no cérebro de placas de proteínas beta amiloide e tau de enovelamento anómalo. As placas são constituídas por pequenos peptídeos com 39-43 aminoácidos de comprimento, denominados beta amiloides (Aβ). Os beta amiloides são fragmentos de uma proteína maior denominada proteína precursora de amiloide (APP), uma proteína transmembranar que penetra a membrana dos neurónios. A APP é essencial para o crescimento, sobrevivência e reparação de lesões dos neurónios. Na doença de Alzheimer existe um processo desconhecido que faz com que a APP se divida em fragmentos menores de enzima ß através de proteólise. Um destes fragmentos dá origem a fibrilos de beta amiloide, que formam grupos que se depositam no exterior dos neurónios em formações densas conhecidas como placas senis.
A doença de Alzheimer também é considerada uma taupatia devido à agregação anormal de proteína tau. Cada neurónio tem um citoesqueleto, uma estrutura interna de suporte constituída parcialmente por estruturas denominadas microtúbulos. Estes microtúbulos atuam como carris, orientando os nutrientes e as moléculas do corpo das células para as extremidades dos axónios e vice-versa. A proteína tau estabiliza os microtúbulos quando fosforilada, pelo que é denominada proteína associada aos microtúbulos. Na doença de Alzheimer, a proteína tau sofre alterações químicas, tornando-se hiperfosforilada, e começa a associar-se com outros novelos, cria novelos neurofibrilares e desintegra o sistema de transporte dos neurónios.

### Mecanismo da doença
Ainda não se conhece de forma precisa como é que as alterações na produção e agregação dos peptídeos beta amiloides dão origem à patologia de Alzheimer. A hipótese amiloide geralmente aponta para a acumulação de peptídeos beta amiloides como o evento central que desencadeia a degeneração de neurónios. A acumulação de agregados de fibrilos, os quais se acredita serem a forma tóxica da proteína responsável pela interferência com a homeostase de iões de cálcio da célula, induz morte celular programada. Também se sabe que o Aβ se acumula na mitocôndria das células de cérebros de Alzheimer, também inibindo determinadas funções enzimáticas e a utilização de glicose pelos neurónios.
Existem diversos processos inflamatórios e citocinas que também têm um papel na patologia da doença de Alzheimer. A inflamação é um marcador genérico de lesões no tecido em qualquer doença, e pode ser secundária às lesões no tecido em Alzheimer ou uma resposta imunitária. Têm também sido descritas alterações na distribuição de diferentes fatores neurotróficos e na expressão dos seus recetores, como o fator neurotrófico derivado do cérebro (BDNF).

## Diagnóstico

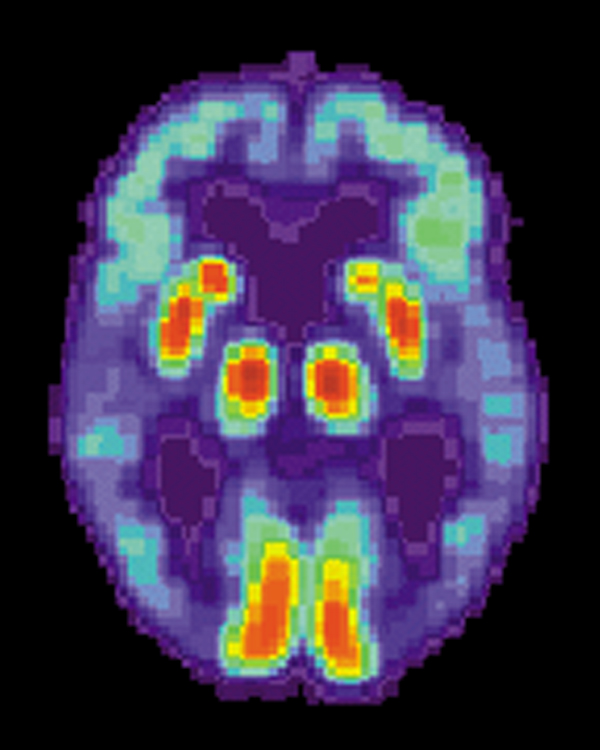
TEP do cérebro de uma pessoa com Alzheimer que revela a perda de funções no lobo temporal.

O diagnóstico da doença de Alzheimer é geralmente baseado na observação comportamental e no historial clínico da pessoa e respetivos familiares. O diagnóstico é apoiado pela presença de características neurológicas e neuropsicológicas e pela exclusão de outras hipóteses. A exclusão de outras patologias cerebrais ou outros subtipos de demência pode ser auxiliada por diversas técnicas de imagiologia médica, como a tomografia computadorizada (TAC), ressonância magnética (IRM), tomografia computorizada por emissão de fotão único (SPECT) ou tomografia por emissão de positrões (TEP). Estas técnicas permitem ainda prever a evolução de estádios pródromos (défice cognitivo ligeiro) para a doença de Alzheimer.
O estado da doença pode ser caracterizado em maior profundidade através da avaliação das funções intelectuais, entre as quais a avaliação da memória. Várias organizações médicas têm vindo a criar critérios de diagnóstico com o intuito de padronizar e facilitar o processo de diagnóstico. O diagnóstico pode ser confirmado com elevado grau de precisão através de um exame histológico ao tecido cerebral após a morte.

### Critérios
Os critérios internacionais mais utilizados no diagnóstico de demência são os propostos pelo Manual de Diagnóstico e Estatística da Associação Americana de Psiquiatria (DSM-IV-TR). Estes critérios definem demência como o desenvolvimento de múltiplos défices cognitivos que incluem obrigatoriamente o compromisso da memória a curto prazo e pelo menos outra perturbação cognitiva, como perturbações na linguagem, incapacidade de executar determinados movimentos, incapacidade de reconhecer objetos ou pessoas ou perturbação na capacidade executiva. Os critérios determinam ainda que estes défices devem ser suficientemente graves para terem repercussão a nível funcional e que devem representar um declínio em relação a um estado anterior.
Para o diagnóstico específico da doença de Alzheimer, os critérios mais utilizados internacionalmente são os do Manual de Diagnóstico e Estatística da Associação Americana de Psiquiatria (DSM-IV-TR, 2000) e os critérios de Alzheimer NINCDS-ADRDA, extensivamente revistos em 2007. Os critérios NINCDS-ADRDA especificam que a presença de défices cognitivos deve ser confirmada com exames neuropsicológicos de modo a poder determinar um diagnóstico para a possível ou provável presença da doença de Alzheimer. Especificam ainda que o diagnóstico definitivo só é possível mediante uma análise histopatológica, incluindo um exame microscópico ao tecido cerebral (autópsia ou biópsia). Tanto os critérios NINCDS-ADRDA como os DSM-IV-TR especificam os oito domínios cognitivos que são debilitados pela doença de Alzheimer: memória, linguagem, perceção, atenção, capacidades construtivas, orientação, resolução de problemas e capacidades funcionais.

### Exames

Os exames de rastreio neuropsicológico podem auxiliar o diagnóstico de Alzheimer. Nestes exames, é pedido às pessoas que copiem desenhos semelhantes aos da imagem, memorizem palavras, leiam ou subtraiam números.

Na avaliação de défices cognitivos, uma das ferramentas mais amplamente utilizadas são os exames neuropsicológicos, como o exame breve do estado mental. No entanto, para obter resultados mais precisos é necessário um conjunto de exames, especialmente durante os estádios iniciais da doença. Os exames neurológicos são também fundamentais no diagnóstico diferencial de Alzheimer em relação a outras doenças.
No diagnóstico podem também ser realizadas entrevistas com os familiares. Os cuidadores podem fornecer informações importantes sobre as capacidades quotidianas ou sobre a diminuição das capacidades mentais da pessoa. O ponto de vista do cuidador é particularmente importante, uma vez que a pessoa com Alzheimer muitas vezes não está consciente das suas próprias debilidades. Em muitos casos, a própria família também tem dificuldade em se aperceber dos sintomas iniciais de demência e pode não transmitir informação precisa ao médico.
Os exames complementares disponibilizam informação adicional sobre algumas características da doença e são também usados para despistar outros diagnósticos. Os exames ao sangue permitem identificar outras causas de demência que não Alzheimer, causas essas que em alguns casos podem ser reversíveis. É também vulgar a realização de exames à função da tiroide, à vitamina B12, à deteção de sífilis ou anemia, exames que permitam excluir problemas metabólicos, incluindo exames à função renal, níveis de eletrólitos e diabetes e ainda exames que permitam determinar a quantidade de metais pesados no organismo.
Podem também ser realizados testes psicológicos para determinar a possibilidade de depressão, uma vez que esta doença pode ser concorrente com Alzheimer, um sinal precoce de défice cognitivo, ou até a própria causa.

### Diagnóstico precoce
A investigação em Alzheimer tem se debruçado no diagnóstico da condição antes de os próprios sintomas se manifestarem, tendo sido desenvolvida uma série de exames bioquímicos que permitem a deteção precoce da doença. Um destes exames envolve a análise do líquido cefalorraquidiano para a presença de beta amiloides ou proteínas tau, tanto do total de proteínas como da concentração de proteínas tau181P fosforiladas. Este exame proteico, realizado através de punção lombar, pode prever o aparecimento de Alzheimer com sensibilidade entre 94 e 100%. Quando usado em conjunto com os exames imagiológicos, permite aos médicos identificar em pessoas com perda significativa de memória aqueles que se encontram a desenvolver a doença.

## Prevenção
Atualmente não existem evidências conclusivas que permitam apoiar qualquer medida em concreto para a prevenção de Alzheimer. Os estudos globais de medidas para prevenir ou retardar o desenvolvimento da doença produzem na maior parte das vezes resultados inconsistentes. Os estudos epidemiológicos têm proposto a existência de relações entre a probabilidade de desenvolver Alzheimer e determinados factores modificadores, como o tipo de dieta, o risco cardiovascular, produtos farmacêuticos ou atividades intelectuais, entre outros. No entanto, só uma investigação mais aprofundada, incluindo ensaios clínicos, é que pode confirmar se estes fatores podem ajudar a prevenir a doença.

### Medicamentos
Embora os fatores de risco cardiovasculares, como a hipercolesterolemia, hipertensão arterial, diabetes ou o tabagismo, estejam associados a um maior risco de vir a desenvolver Alzheimer, as estatinas (fármacos para a diminuição do colesterol) não são eficazes na prevenção ou atraso da evolução da doença. O uso prolongado de anti-inflamatórios não esteroides (AINEs) está associado à diminuição da probabilidade de se vir a desenvolver Alzheimer. Os estudos humanos postmortem, em modelos animais ou investigação in vitro também apoiam a noção de que os AINEs são capazes de reduzir a inflamação relacionada com as placas amiloides. No entanto, os ensaios clínicos que investigaram o seu uso como tratamento paliativo não demonstraram resultados positivos, aparentemente porque a concentração de AINEs no cérebro após a administração oral é muito pequena. A terapia de substituição hormonal, embora tenha sido usada no passado, pode aumentar o risco de demência.

### Estilo de vida

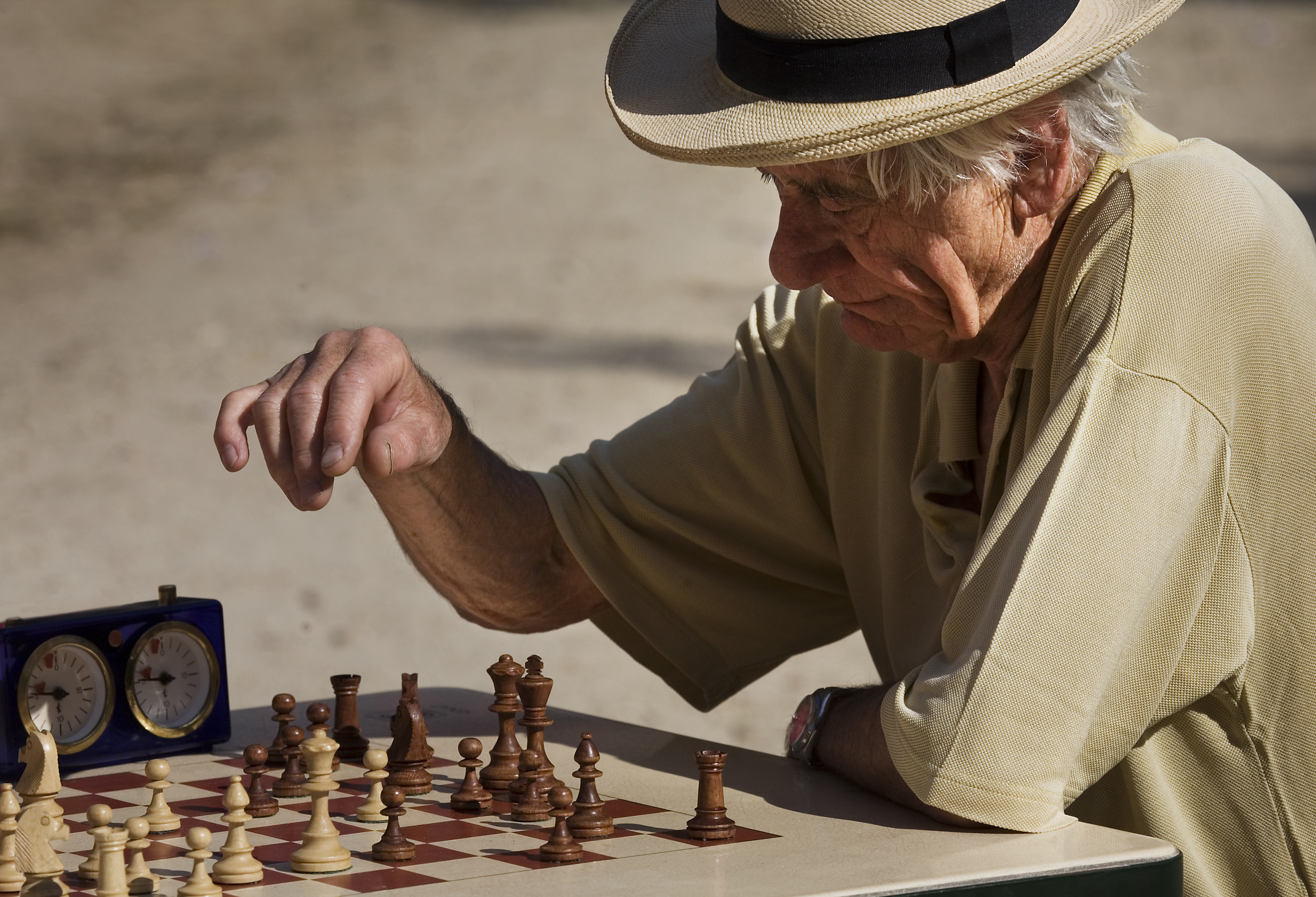
As atividades intelectuais, como ler, jogar jogos de tabuleiro, tocar instrumentos musicais e socializar regularmente estão associadas a uma diminuição do risco de Alzheimer em estudos epidemiológicos, embora não se tenha ainda descoberto uma relação causa-efeito

As pessoas que se envolvem em atividades intelectuais, como a leitura, jogos de tabuleiro, palavras-cruzadas, toque de instrumentos musicais, ou que têm interação social de forma regular demonstram menor risco de vir a desenvolver doença de Alzheimer. Isto é consistente com a teoria da reserva cognitiva, que alega que determinadas experiências de vida levam a uma maior eficiência no funcionamento dos neurónios, o que faz com que o indivíduo seja dotado de uma reserva cognitiva que retarda o aparecimento das manifestações de demência. O nível de escolaridade retarda o desenvolvimento do síndrome de Alzheimer e não apresenta relação com a diminuição da esperança de vida após o diagnóstico. Aprender uma segunda língua, mesmo que durante a terceira idade, aparenta retardar o aparecimento da doença. A atividade física também está associada a um menor risco de Alzheimer.

### Dieta
Os consumidores de dieta mediterrânica apresentam menor risco de vir a desenvolver Alzheimer, podendo até melhorar os resultados em pessoas com a doença. Por outro lado, os consumidores de dietas ricas em gorduras saturadas e hidratos de carbono simples apresentam maior risco. O mecanismo de ação proposto tem sido o efeito benéfico a nível cardiovascular da dieta mediterrânica. Diversos alimentos ricos em flavonoides, como o cacau, vinho tinto ou o chá, podem diminuir o risco de Alzheimer. No entanto, há poucas evidências que sustentem que o consumo ligeiro a moderado de álcool, em particular de vinho tinto, esteja associado a um menor risco de Alzheimer. Há evidências conjeturais de que a cafeína possa ser protetora.
Os estudos de revisão sobre o uso de vitaminas e sais minerais não encontraram evidências suficientemente consistentes que permitam a sua recomendação. Isto inclui a vitamina A, C, E, selénio, zinco e ácido fólico com ou sem vitamina B12. Para além disso, o consumo excessivo de vitamina E está associado a outros riscos de saúde. Os ensaios sobre o ácido fólico (vitamina B9) e outras vitaminas B não conseguiram demonstrar qualquer associação relevante com o declínio cognitivo. Em pessoas já com Alzheimer, acrescentar à dieta ácido docosa-hexaenoico, um ácido gordo ómega 3, não mostrou retardar o declínio da doença.
A curcumina não demonstra ter qualquer benefício em seres humanos, embora haja evidências conjeturais em animais. Há evidências inconsistentes e pouco convincentes de que o ginkgo tenha qualquer efeito positivo no défice cognitivo ou na demência. Também não há evidências concretas de que os canabinoides sejam eficazes na melhoria dos sintomas de Alzheimer ou demência. No entanto, alguma investigação em fase inicial mostra ser promissora.

## Tratamento
Não existe cura para a doença de Alzheimer. Existem diversos tratamentos que proporcionam alívio relativo dos sintomas, embora sejam de natureza paliativa. Os tratamentos atuais podem ser divididos em farmacológicos, psicossociais e a nível de cuidados de saúde.

### Medicamentos

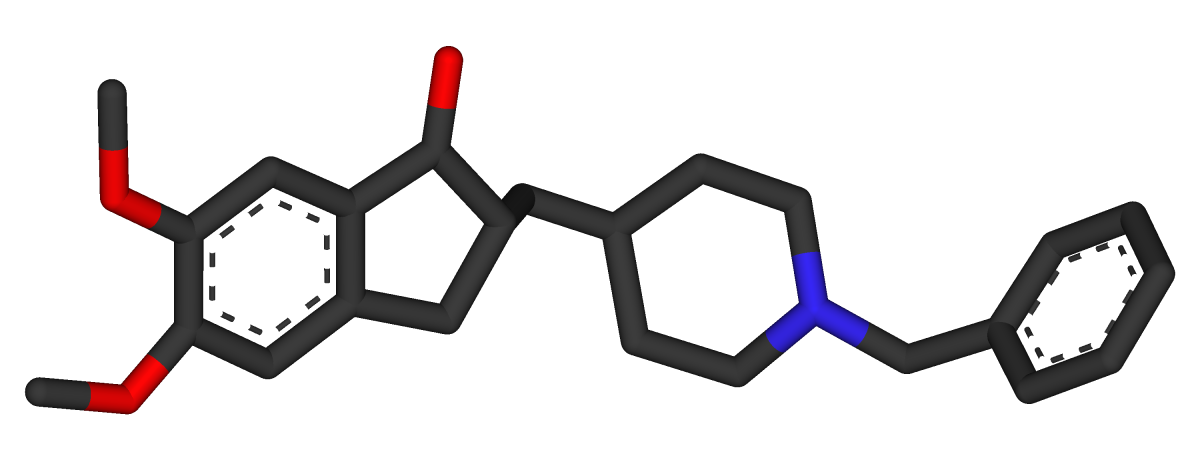
Modelo molecular da donepezila, um inibidor da acetilcolinesterase usado no tratamento de sintomas de Alzheimer

Estrutura molecular da memantina, um medicamento aprovado para sintomas avançados de Alzheimer

Atualmente são usados cinco medicamentos no tratamento dos problemas cognitivos de Alzheimer: quatro são inibidores da acetilcolinesterase (tacrina, rivastigmina, galantamina e donepezila), sendo o outro um antagonista dos recetores de NMDA (memantina). No entanto, os benefícios da sua utilização são pouco significativos.
A diminuição da atividade dos neurónios colinérgicos é uma característica bem compreendida da doença de Alzheimer. Os inibidores da acetilcolinesterase são usados para reduzir a velocidade a que a acetilcolina (ACh) é fragmentada, aumentando assim a concentração de ACh no cérebro e combatendo a perda de ACh provocada pela morte dos neurónios colinérgicos. Existem evidências da eficácia destes medicamentos em casos leves a moderados da doença, e algumas evidências durante a fase avançada. Só a donepezila é que está aprovada para o tratamento da demência avançada de Alzheimer. A utilização destes fármacos no défice cognitivo ligeiro não demonstrou ter qualquer efeito no atraso do aparecimento de Alzheimer. As reações adversas mais comuns são náuseas e vómitos, ambos ligados ao excesso colinérgico. Estas reações adversas manifestam-se em cerca de 10-20% dos utilizadores, a sua gravidade é entre leve e moderada e podem ser controladas através do ajuste gradual das doses de medicação. Entre os efeitos secundários menos comuns estão cãibras musculares, diminuição do ritmo cardíaco, diminuição do apetite e do peso e aumento da produção de ácido gástrico.
O glutamato é um neurotransmissor excitatório do sistema nervoso, embora uma quantidade excessiva no cérebro possa provocar a morte das células através de um processo denominado excitotoxicidade, o qual consiste na sobre-estimulação dos recetores de glutamato. A excitotoxicidade ocorre não só na doença de Alzheimer, como também noutras doenças neurológicas como na doença de Parkinson e na esclerose múltipla. A memantina é um antagonista dos recetores de NMDA não competitivo, inicialmente usado no tratamento de gripe. Atua no sistema glutamatérgico bloqueando os recetores NMDA e inibindo a a sobre-estimulação pelo glutamato. A memantina é moderadamente eficaz no tratamento de Alzheimer moderada a grave. No entanto, os seus efeitos nas fases iniciais da doença são ainda desconhecidos. As reações adversas com memantina são pouco frequentes e leves, incluindo alucinações, confusão, tonturas, dores de cabeça e fadiga. A combinação de memantina e donepezila tem demonstrado ser estatisticamente significante, mas de eficácia clínica marginal.
Os fármacos antipsicóticos têm alguma utilidade na diminuição da agressividade e psicose em pacientes de Alzheimer com problemas comportamentais, mas estão também associados a reações adversas graves, como acidentes vasculares cerebrais, dificuldades de movimento ou declínio cognitivo, o que não permite o seu uso como tratamento de rotina. A sua utilização prolongada está associada ao aumento da mortalidade.

### Terapias e abordagens comunicacionais
As intervenções psicossociais são usadas de forma complementar à terapêutica farmacológica e podem ser divididas em abordagens ao comportamento, emoções, cognição ou estimulação. No entanto, a investigação disponível sobre a sua eficácia raramente é específica para Alzheimer, focando-se na demência de uma forma geral.
As intervenções ao nível do comportamento tentam identificar e reduzir os antecedentes e as consequências de comportamentos problemáticos. Embora esta abordagem não demonstre eficácia em melhorar a função geral, pode ajudar a diminuir problemas comportamentais específicos, como incontinência urinária. Para outros problemas, como o comportamento errante, não existem ainda dados de qualidade sobre a eficácia destas técnicas.
As intervenções de abordagem emocional incluem a terapia de reminiscência, a terapia de validação, psicoterapia de apoio, a terapia de integração sensorial e a terapia de presença simulada. Embora existam poucos ou nenhuns estudos científicos formais sobre a psicoterapia de apoio, alguns médicos consideram que tenha alguma utilidade em ajudar pessoas com défices moderados a adaptar-se à doença. A terapia de reminiscência envolve a discussão de experiências passadas, individualmente ou em grupo, muitas vezes com a ajuda de fotografias, objetos domésticos, música e gravações ou qualquer objeto do passado que seja familiar ao doente. Embora haja poucos estudos de qualidade sobre a eficácia desta terapia, é possível que seja benéfica para a cognição e ânimo. A terapia de presença simulada baseia-se nas teorias de vinculação e envolve a reprodução de uma gravação com as vozes dos familiares mais próximos da pessoa com Alzheimer. Existem evidências parciais de que esta terapia pode diminuir as atitudes provocadoras. A terapia de validação alega que a ansiedade da pessoa pode ser reduzida caso se tente entrar na sua realidade, em vez de a tentar trazer à nossa realidade, reduzindo assim o número de conflitos, enquanto que a terapia de integração sensorial baseia-se em exercícios destinados a estimular os sentidos. No entanto, não há evidências científicas que apoiem a utilidade destas terapias.
As intervenções de abordagem cognitiva, nas quais se inclui a terapia de orientação da realidade e terapia de reabilitação cognitiva, propõem-se a diminuir os défices cognitivos. A terapia de orientação da realidade consiste em apresentar informações sobre o tempo, local ou pessoa de modo a facilitar a compreensão do doente em relação ao que está à sua volta e ao seu lugar nela. Por outro lado, a terapia de reabilitação cognitiva tenta melhorar as capacidades debilitadas através do exercício das capacidades mentais. Ambos têm demonstrado alguma eficácia em melhorar as capacidades cognitivas, embora em alguns dos estudos estes efeitos fossem transitórios e também tivessem sido indicados alguns efeitos negativos, como a frustração.
Os tratamentos de estimulação cognitiva incluem a arte terapia, musicoterapia, terapia assistida com animais, fisioterapia ou outro tipo de atividades recreativas. Há poucas evidências que apoiem a eficácia da estimulação na melhoria do comportamento, ânimo ou funções. No entanto, embora estes efeitos sejam importantes, o principal apoio para o recurso às terapias de estimulação são as alterações positivas na rotina diária do paciente.

### Prestação de cuidados

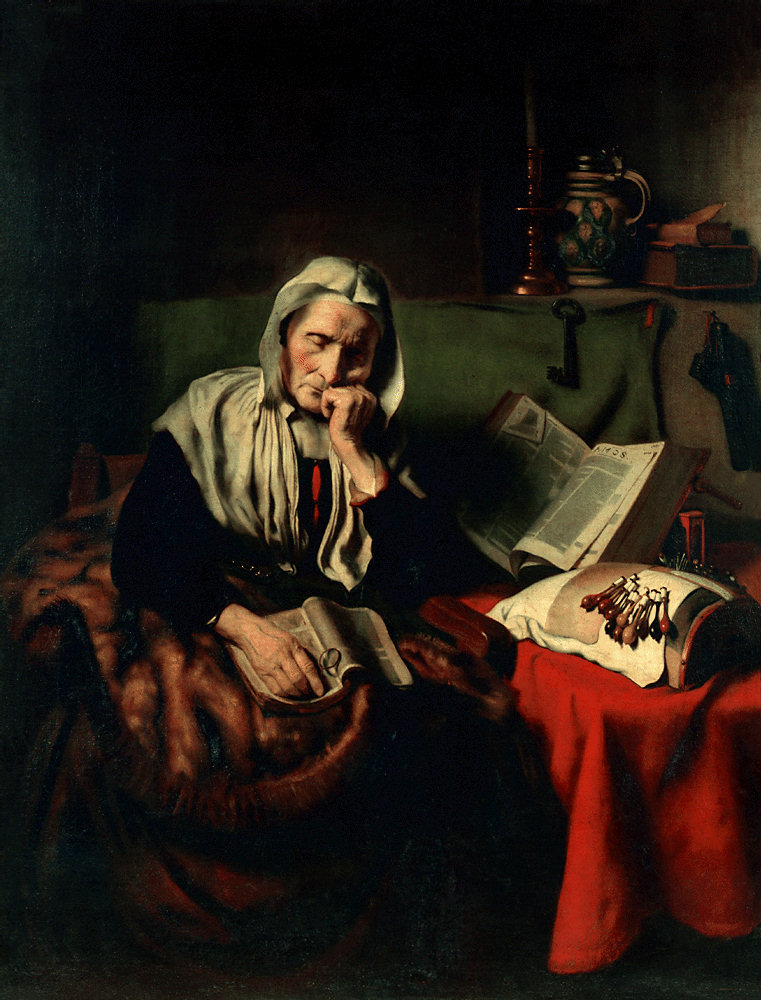
A tarefa de cuidar do idoso precisa ser dividida e compartilhada com outros membros da família e profissionais de saúde para não sobrecarregar uma só pessoa

Uma vez que a doença de Alzheimer não tem cura e o paciente vai gradualmente perdendo a capacidade de cuidar de si próprio, o tratamento passa principalmente pela prestação de cuidados. Durante os estádios leve e moderado, determinadas alterações ao meio envolvente e ao estilo de vida podem aumentar a segurança do paciente e reduzir os encargos para os cuidadores. Entre estas alterações estão a adesão a rotinas simplificadas, a instalação de fechaduras de segurança, a rotulagem de artigos domésticos ou a utilização de objetos quotidianos modificados.
Os pacientes podem eventualmente tornar-se incapazes de se alimentar a si próprios, o que exige que os alimentos sejam cortados em bocados mais pequenos ou ralados. É comum que as pessoas com Alzheimer comecem a ter problemas com a alimentação, devido às dificuldades em engolir, redução do apetite ou dificuldade em reconhecer a comida. Os prestadores e familiares muitas vezes pedem para que o paciente possa ser alimentado através de um tubo de alimentação. No entanto, não há evidências de que este método ajude as pessoas em fase avançada de demência a ganhar peso, recuperar forças ou que melhore a qualidade de vida, podendo até aumentar o risco de pneumonia por aspiração. O uso de restrições físicas raramente é indicado, qualquer que seja a fase da doença, embora haja situações em que é necessário para impedir que o paciente se magoe a si ou aos cuidadores.
À medida que a doença avança podem surgir diversos problemas médicos, como doenças dentais, escaras, desnutrição, infeções oculares, problemas de higiene, respiratórios e de pele. As boas práticas na prestação de cuidados podem prevenir muitos destes problemas, embora quando surjam seja necessário tratamento profissional. Durante a fase final da doença, o tratamento centra-se no alívio do desconforto até à morte.

## Prognóstico
| Sem dados ≤ 50 50–70 70–90 90–110 110–130 130–150 | 150–170 170–190 190–210 210–230 230–250 ≥ 250 |

Esperança de vida corrigida pela incapacidade para a doença de Alzheimer e outras demências por cada 100000 habitantes em 2004.
Sem dados
≤ 50
50–70
70–90
90–110
110–130
130–150
150–170
170–190
190–210
210–230
230–250
≥ 250

É difícil diagnosticar a doença de Alzheimer durante os primeiros estádios. O diagnóstico definitivo geralmente só consegue ser determinado quando o défice cognitivo compromete a realização de atividades diárias, embora a pessoa possa continuar a viver de forma independente. Os sintomas progridem desde ligeiros problemas cognitivos, como perda de memória, até estádios avançados de distúrbios cognitivos e não cognitivos que impossibilitam que o paciente viva sozinho, especialmente durante a fase final da doença.
A esperança de vida da população com Alzheimer é reduzida. A esperança média de vida após o diagnóstico é de aproximadamente sete anos. Menos de 3% das pessoas vive para além dos quatorze anos. Apesar de nos casos de Alzheimer precoce a média da esperança de vida ser superior, é bastante mais reduzida quando comparada com a generalidade da população. O prognóstico de sobrevivência é menos favorável em homens do que em mulheres.
A doença é a causa de morte subjacente em 70% dos casos. A pneumonia e a desidratação são as mais frequentes causas de morte imediata. As características da doença associadas a esta reduzida sobrevivência são o agravamento do défice cognitivo, a diminuição das capacidades executoras, a ocorrência de quedas e transtornos neurológicos.

## Epidemiologia
As duas principais medidas usadas em estudos epidemiológicos sobre Alzheimer são a incidência e a prevalência. A incidência é o número de novos casos por cada unidade de pessoa-tempo em risco; geralmente, o número de novos casos por cada milhar de pessoas-ano. A prevalência é o número total de casos da doença em determinada população a dado momento. No que diz respeito à incidência, os estudos longitudinais coorte (estudos onde a população sem a doença é seguida ao longo dos anos) mostram taxas de incidência entre 10 a 15 por cada mil pessoas-ano para todas as demências e entre 5-8 para os casos específicos de Alzheimer, o que significa que mais de metade de todos os novos casos anuais de demência são Alzheimer. A idade avançada é o principal fator de risco da doença, pelo que a taxa de incidência não é igual em todas as idades: por cada cinco anos após os 65 anos, o risco de adquirir a doença duplica, em média. Existem também diferenças entre os sexos na taxa de incidência, uma vez que as mulheres apresentam maior risco de desenvolver Alzheimer, principalmente acima dos 85 anos. Existe uma relação inversamente proporcional entre a prevalência de demência e a escolaridade. Nos indivíduos com oito anos ou mais de escolaridade a prevalência é de 3,5%, enquanto que nos analfabetos é de 12,2%.
A prevalência de Alzheimer em determinada população depende de diversos fatores, entre os quais a incidência e a taxa de sobrevivência. Uma vez que a incidência de Alzheimer aumenta com a idade, é especialmente importante considerar a média de idades da população a estudar. Em Portugal e durante o ano de 2009, a Alzheimer Europe estima que existam cerca de 153 000 pessoas com demência, das quais 90 000 com Alzheimer. No Brasil, em 2009, o número total de casos era de cerca de um milhão. Nos Estados Unidos, segundo dados de 2000, estima-se que a prevalência seja de 1,6% no intervalo entre os 65 e 74 anos, aumentando para 19% no intervalo de 75-84 e para 42% no intervalo superior a 84 anos. Em regiões menos desenvolvidas, as taxas de prevalência são inferiores. A Organização Mundial de Saúde estima que em 2005 0,379% das pessoas em todo o mundo tivessem demência, número que aumentará para 0,441% em 2015 e para 0,556% em 2030, conclusões que são confirmadas por outros estudos. Outro estudo estimou que em 2006 0,4% da população mundial (intervalo entre 0,17–0,89%) fosse atingida por Alzheimer, o que corresponde a um número absoluto de 26,6 milhões (intervalo 11,4–59,4 milhões). Estima-se também que em 2050 a taxa de prevalência será três vezes superior e o número absoluto de casos quatro vezes superior.

## História

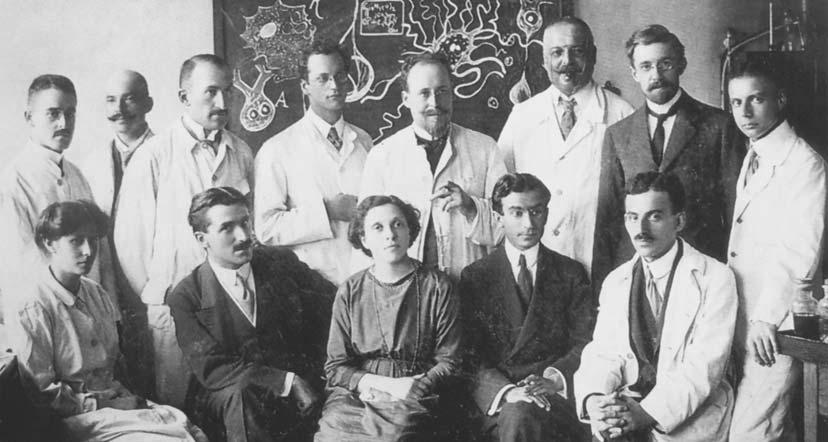
Equipa do laboratório de Alois Alzheimer (3º a contar da direita na fila superior). Alzheimer foi o primeiro a identificar a doença, em 1901. Da equipa fazia também parte Friedrich Lewy (1º a contar da direita na fila superior), o qual descobriu os corpos de Lewy.

Já na Antiguidade clássica os médicos e filósofos gregos e romanos associavam a progressão da demência à idade avançada. No entanto, só em 1901 é que o psiquiatra alemão Alois Alzheimer identificou pela primeira vez um caso da patologia que viria a ser denominada doença de Alzheimer, numa mulher de cinquenta anos a que chamava Auguste Deter. O médico seguiu a paciente até à sua morte, em 1906, data em que publicou o primeiro relatório sobre o caso. Durante os cinco anos seguintes, foram reportados na literatura médica onze casos semelhantes, alguns dos quais referindo-se já à doença pelo termo Alzheimer. A doença foi pela primeira vez descrita como condição autónoma por Emil Kraepelin, depois de ter suprimido algumas das características clínicas (alucinações) e patológicas (alterações arterioescleróticas) do relatório original de Auguste D. Kraepelin incluiu a doença de Alzheimer, também denominada por si "demência pré-senil", na oitava edição do seu Manual de Psiquiatria, publicado em 15 de julho de 1910.
Durante a maior parte do século XX, o diagnóstico de Alzheimer era reservado para indivíduos entre os 45 e 65 anos de idade que desenvolviam sintomas de demência. No entanto, esta terminologia foi alterada em 1977 após numa conferência se ter concluído que as manifestações patológicas da demência senil e pré-senil eram praticamente idênticas, embora os autores também tenham acrescentado que isto não excluía a hipótese de terem diferentes causas. Isto levou a que o diagnóstico de Alzheimer se tornasse independente da idade. Durante algum tempo usou-se o termo "demência senil do tipo Alzheimer" para descrever a condição em pacientes com idade superior a 65 anos, enquanto que o termo "doença de Alzheimer" era usado para as pessoas com idade inferior. Finalmente, o termo "doença de Alzheimer" foi adotado pela nomenclatura clínica para descrever indivíduos de todas as idades com um quadro de sintomas, evolução e neuropatologia em comum.

## Sociedade e cultura

### Custos sociais
A demência, e especificamente a doença de Alzheimer, está entre as doenças com maiores custos sociais na Europa e nos Estados Unidos, sendo também cada vez maior noutros países como a Argentina ou a Coreia do Sul. Estes custos têm tendência a aumentar com o envelhecimento da população, tornando-se cada vez mais um problema social. Os custos associados à doença de Alzheimer incluem despesas médicas diretas, como as despesas com enfermagem ou apoio domiciliário, despesas médicas indiretas, como a estadia em centros de dia, e custos indiretos, como a perda de produtividade não só do paciente como do prestador de cuidados. Embora os números difiram entre os vários estudos, o custo da demência à escala global foi estimado em cerca de 160 mil milhões de dólares.
A principal fonte dos custos sociais é a prestação de cuidados de saúde a longo prazo por profissionais de saúde e, em particular, o internamento em instituições, o qual corresponde a dois terços dos custos. O custo de vida na residência é igualmente muito elevado, sobretudo quando são também contabilizados os custos para a família, como o tempo investido na prestação de cuidados ao doente e a perda de rendimento daí decorrente. Os custos aumentam à medida que aumenta a gravidade da doença e a presença de distúrbios comportamentais, estando também relacionados com o aumento progressivo do tempo exigido para os cuidados físicos. Desta forma, qualquer tratamento que atrase o declínio cognitivo, que atrase o internamento ou que reduza o número de horas na prestação de cuidados traz benefícios a nível económico. As avaliações económicas dos tratamentos atuais demonstraram resultados positivos.

### Encargos para os cuidadores
Em muitos casos, é o cônjuge ou um familiar próximo quem assume o papel de principal cuidador. Os cuidadores são responsáveis pela manutenção da segurança física, redução da ansiedade e agitação, melhoria da comunicação, promoção da independência nas atividades de autocuidado, atendimento das necessidades de socialização e privacidade, manutenção da nutrição adequada, controlo dos distúrbios do padrão de sono e transporte para serviços de saúde, além das inúmeras atividades diárias de cuidados domésticos. A doença tem um impacto significativo para os cuidadores, a nível social, psicológico, físico e económico. Os pacientes e a família geralmente preferem o apoio domiciliário. Esta opção também atrasa ou elimina a necessidade de tratamentos profissionais e de maior custo económico.
Os cuidadores de pacientes com demência estão susceptíveis a uma elevada prevalência de transtornos mentais e físicos. Entre os fatores de risco que contribuem para esta prevalência estão a presença da pessoa cuidada em casa, o fato de o paciente ser o cônjuge e determinados comportamentos do paciente que exigem elevada atenção, como depressão, distúrbios de comportamento, alucinações, problemas de sono ou isolamento social. Em relação aos problemas económicos, os familiares cuidadores muitas vezes abdicam de tempo no emprego, acompanhando em casa o paciente, em média, 47 horas por semana. Nos Estados Unidos, os custos diretos e indiretos do acompanhamento em casa de um paciente com Alzheimer variam entre 18 000 e 77 500 dólares por ano. A terapia cognitivo-comportamental e o ensino de estratégias de coping, quer individualmente quer em grupo, têm demonstrado alguma eficácia na melhoria da saúde mental dos cuidadores.

## Investigação

### Tratamentos
À data de 2014, foram ou estavam a ser investigados mais de 400 possíveis tratamentos farmacológicos em mais de 1500 ensaios clínicos à escala mundial, cerca de um quarto dos quais na última fase antes de revisão pelas entidades reguladoras. Uma das principais áreas de investigação clínica foca-se no tratamento da patologia da doença. Um dos objetivos mais comuns dos compostos atualmente em investigação, como no caso da apomorfina, é a diminuição da quantidade de beta amiloides. Em estudo encontra-se também a imunoterapia ou vacinação contra a proteína amiloide. Ao contrário da vacinação de prevenção, esta terapia seria usada no tratamento de pessoas já diagnosticadas e baseia-se no conceito de treino do sistema imunitário para reconhecer, atacar e reverter a deposição de amiloide, invertendo o curso da doença. Uma destas vacinas é o bapineuzumab, um anticorpo desenhado para ser idêntico ao anticorpo anti-amiloide natural.
Entre outras abordagens estão os agentes neuroprotetores, como o AL-108, e os agentes de atenuação das interações proteína-metal, como o PBT2. O etanercepte, uma proteína de fusão bloqueadora dos recetores TNFα, mostrou resultados promissores. Verificou-se que o vírus da herpes (HSV-1) se implantava no mesmo local das placas de amiloide, o que sugere a possibilidade de a doença de Alzheimer ser tratada ou prevenida com medicamentos antivirais.
Em 2008, dois ensaios distintos demonstraram resultados positivos na alteração do curso da doença em Alzheimer leve a moderada após a administração de cloreto de metiltionínio (marca comercial "Rember"), um fármaco que inibe a agregação de proteína tau, e latrepirdina (marca "Dimebon"), um anti-histamínico. Os ensaios de fase III com Dimebon não conseguiram demonstrar efeitos positivos. A investigação com metiltionínio demonstrou que a biodisponibilidade de metiltionínio era afetada pela alimentação e acidez do estômago, levando a dosagens inesperadamente variáveis. Estão em ensaios de fase III novas fórmulas, como o pró-fármaco LMTX.
Alguns estudos indicam que a utilização prolongada de anti-inflamatórios não esteroides (AINEs) por pessoas com doenças crónicas pode oferecer alguma proteção contra a demência. A relação pode ter origem em várias substâncias pró-inflamatórias envolvidas na fisiopatologia da doença e diretamente presentes em placas neuríticas, assim como pela ação direta de certos anti-inflamatórios sobre a clivagem de proteína precursora de amiloide. O ibuprofeno e a indometacina - mas não o naproxeno, o celecoxib ou o ácido acetilsalicílico - demonstraram reduzir os níveis de Aβ acima de 80% em culturas celulares. Como nem todos os anti-inflamatórios não esteroides apresentaram esse efeito, acredita-se que essa redução ocorra por um processo independente da atividade anti-inflamatória sobre a ciclo-oxigenase.
A empresa de fármacos Eli Lilly divulgou em 2015 os primeiros resultados de testes clínicos com a droga Solanezumab, que reduz a taxa de progressão da doença de Alzheimer. Caso seja aprovada em futuros testes, a droga poderá ser a primeira a efetivamente reduzir a progressão do Alzheimer. Também em 2015, Dr. Bence Gyorgy, do Massachusetts General Hospital, e Xandra Breakefield estavam trabalhando com ratos de laboratório, em um esforço para desenvolver abordagens baseadas em CRISPR para tratar Alzheimer e para corrigir uma forma genética da surdez. No final de 2016, em um  estudo, Li-Huei Tsai, do MIT, descobriu que luzes piscantes a 40 hertz aumentaram as oscilações gama e diminuíram os níveis beta amiloide pela metade no córtex visual de camundongos nos estádios muito precoces da doença de Alzheimer.
Em junho de 2021, a Food and Drug Administration (FDA) americana aprovou o uso da medicação Aducanumab como opção de tratamento da doença. Após estudos, pesquisadores observaram a redução significativa da placa amiloide — dependendo do tempo e dose administrada — em comparação aos pacientes de controle; bem como o envolvimento de estudos duplo-cego, randomizado e placebo.

### Meios de diagnóstico
Em pessoas já com demência, a tomografia computorizada por emissão de fotão único (SPECT) aparenta ser superior a distinguir a doença de Alzheimer de outras causas possíveis, em comparação com os convencionais testes mentais e análise do histórico clínico. Os avanços nesta área levaram a que fossem propostos novos critérios de diagnóstico. A ressonância magnética volumétrica permite detetar alterações no tamanho das regiões do cérebro. A medição das regiões que sofrem atrofia durante a evolução da doença de Alzheimer é promissora enquanto indicador de diagnóstico e pode vir a ser menos dispendiosa do que outros métodos imagiológicos atualmente em estudo. Embora o composto B de Pittsburgh ainda se encontre em investigação, um radiofármaco semelhante para tomografia por emissão de positrões, denominado florbetapir, foi recentemente aprovado nos Estados Unidos para o diagnóstico de Alzheimer. Em 2019 foi desenvolvido um algoritmo que permite estimar o risco de desenvolver demência precoce. Este algoritmo é potencialmente capaz de prever o risco de novos diagnósticos de demência até oito anos mais cedo.

### Ciência cidadã
Vários projetos utilizam a ciência cidadã na pesquisa da doença de Alzheimer e buscam a descoberta de medicamentos através de jogos on-line. Desde 2005, "Patients Like Me contribui com seus dados para ajudar os médicos a encontrar melhores resultados para uma melhor compreensão da doença. "CureTogether", em julho de 2008, criou um lugar onde os pacientes que sofrem de várias condições médicas podem ir para compartilhar informações e recursos com outros pacientes e pesquisadores.
Em 2013, um experimento em "ganchos" de música, "#Hooked", criado pelo musicólogo computacional John Ashley Burgoyne e pesquisadores da Universidade de Amsterdam e da Universidade de Utrecht, pede para milhares de pessoas nomearem uma música de uma lista para ajudar os cientistas a compreender a memória musical dos seres humanos.
O  jogo "EyesOnALZ" (anteriormente conhecido como WeCureALZ) preparou o teste alfa do primeiro jogo on-line que permitiria a procura de capilares paralisadas nos cérebros de ratos sofrendo de Alzheimer. Em 2018, o "EyesOnALZ", o primeiro projeto de crowdsourcing para envolver o público na pesquisa de Alzheimer, atingiu um grande marco ao superar 10 mil cientistas cidadãos que ajudaram a acelerar a demorada análise de dados de vasos sanguíneos paralisados no cérebro.

### Teorias emergentes
Um estudo recente mostrou que os astrócitos também desempenham um papel ativo nos estágios iniciais da doença de Alzheimer, quando os indivíduos apresentam a patologia beta-amiloide, mas ainda estão intactos cognitivamente. Mais especificamente, quando os astrócitos se tornam reativos, eles desencadeiam os efeitos patológicos do beta-amiloide na fosforilação e deposição de tau, o que muito provavelmente levará à deterioração cognitiva.